# Ahlstadhottane
Die Ahlstadhottane (norwegisch für Ahlstadhügel) sind eine Gruppe felsiger Hügel im ostantarktischen Königin-Maud-Land. Sie liegen östlich des Cumulusfjellet im Mühlig-Hofmann-Gebirge.
Norwegische Kartographen, die sie auch benannten, kartierten sie anhand von Vermessungen und Luftaufnahmen der Dritten Norwegischen Antarktisexpedition (1956–1960). Der Hintergrund der Benennung ist unbekannt.